# Réalisé par John Ford
Pour plus de détails, voir Fiche technique et Distribution.
Réalisé par John Ford (Directed by John Ford) est un film documentaire américain de Peter Bogdanovich sorti en 1971.

## Synopsis
La carrière du réalisateur John Ford et son influence sur le cinéma américain.

## Fiche technique
Sauf indication contraire, les informations mentionnées dans cette section peuvent être confirmées par la base de données cinématographiques IMDb,  présente dans la section « Liens externes ».
- Titre français : Réalisé par John Ford
- Titre original : Directed by John Ford
- Réalisateur : Peter Bogdanovich
- Scénariste : Peter Bogdanovich
- Montage : Mark Fitzgerald, Richard Patterson
- Photographie : László Kovács, Brick Marquard, David Sammons, Gregory Sandor, Eric Sherman, Patrick Alexander Stewart
- Musique : Gaylord Carter
- Producteurs : Mark Fitzgerald, Richard Patterson
- Sociétés de production : American Film Institute (AFI), California Arts Commission, Turner Classic Movies (TCM)
- Pays de production :  États-Unis
- Langue de tournage : anglais
- Format : Couleur (technicolor) - 1,37:1 - Son mono - 35 mm
- Genre : Documentaire sur le cinéma
- Durée : 
  - Version originale de 1971 : 99 minutes (1h39)
  - Version augmentée de 2006 : 110 minutes (1h50)
- Date de sortie :
  - États-Unis : 6 septembre 1971

## Distribution
- Orson Welles : le narrateur
- Peter Bogdanovich
- Harry Carey Jr.
- Clint Eastwood
- Henry Fonda
- John Ford
- Walter Hill
- Maureen O'Hara
- Martin Scorsese
- Steven Spielberg
- James Stewart
- John Wayne